# カステッレット・メルリ
カステッレット・メルリ（伊: Castelletto Merli）は、イタリア共和国ピエモンテ州アレッサンドリア県にある、人口約500人の基礎自治体（コムーネ）。

## 地理

### 位置・広がり
| 隣接するコムーネは以下の通り。括弧内のATはアスティ県所属を示す。 - アルフィアーノ・ナッタ - チェッリーナ・モンフェッラート - モンベッロ・モンフェッラート - モンカルヴォ (AT) - オダレンゴ・ピッコロ - ポンツァーノ・モンフェッラート |

### 地震分類
イタリアの地震リスク階級 (it) では、4 に分類される
。

## 行政

### 分離集落
カステッレット・メルリには、以下の分離集落（フラツィオーネ）がある。
- Borgo San Giuseppe, Case Bertana, Cosso, Costamezzana, Godio, Guazzolo, Perno Inferiore, Perno Superiore, Sogliano, Terfengato, Terfengo, Valle